# جاكي كلارك (لاعب كرة قدم)
جاكي كلارك (بالإنجليزية: Jackie Clarke)‏ هو لاعب كرة قدم أيرلندي، ولد في 1949. لعب مع نادي سلتيك.